# حزب سبزهای ایران
حزب سبزهای ایران حزبی سیاسی و خواستار سرنگونی جمهوری اسلامی ایران است.
این حزب خود را حزبی سیاسی و اجتماعی می‌نامد که در دفاع از محیط زیست سراسر ایران شکل گرفته‌است اما علاوه بر مسائل اکولوژیکی و زیست محیطی، به نوع و سیستم سیاسی اقتصادی ایران نیز توجه دارد.
این حزب برنامه‌ای تلویزیونی به نام "نگاه سبز" را تهیه و تولید می‌کند.
از شعارهای اصلی این حزب «آزادی و سبزی، رفاه و آبادانی» و «پیش به سوی ایجاد مجلس مؤسسان» است.
حزب سبزهای ایران از ١٢ فوریه ٢٠٢٣ در ائتلاف همبستگی برای آزادی و برابری در ایران عضویت دارد.

## مواضع
- حزب سبزهای ایران در ۲۸ دی ۱۴۰۱ با صدور اطلاعیه‌ای کمپین «وکالت می‌دهم» را که توسط سلطنت‌طلبان به راه افتاده‌بود مغایر با ائتلاف متکثر برای پیشبرد انقلاب دانست که سببب تضعیف حمایت‌های بین‌المللی از انقلاب دمکراسی‌خواهانۀ مردم ایران خواهد شد. این حزب این کمپین را یک مضحکۀ پدرسالاری و انحرافی از جنبش زن زندگی آزادی ارزیابی کرد که می‌خواهد انقلاب زنان و جوانان علیه «تمامی تفکرات مذهبی، مردسالارانه، جنسیتی، ناسیونالیستی و دیکتاتورمآبانه» را به حاشیه ببرد.[۲]
- حزب سبزهای ایران در ۲۵ بهمن ۱۴۰۱ با صدور اطلاعیه‌ای از «منشور مطالبات حداقلی تشکل‌های مستقل صنفی و مدنی ایران» حمایت کرد و آن را حرکتی آگاهانه و نشان بلوغ «انقلاب ژینا» و گامی مؤثر در جهت سرنگونی جمهوری اسلامی دانست که نه تنها جامعه را برای ضربه زدن به فاشیسم مذهبی حاکم آماده می‌کند، بلکه می‌تواند از هجمۀ راست افراطی و پوپولیستی در آینده نیز جلوگیری کند.[۳]